# Чайников Марк Андрійович
Ча́йников Марк Андрі́йович (Анатолій Югов; *16 вересня 1924 — †9 травня 1988) — удмуртський поет, журналіст. Небіж удмуртського класика Кузебая Герда.

## Життєпис
Дитячі та юнацькі роки провів у Сибіру та на Далекому Сході — в місцях заслання батька Андрія Павловича, який потрапив в опалу як брат Кузебая Герда. 1941 мобілізований у Тихоокеанський флот сталінської армії, брав участь у війні проти Японії. 1950 запроторений  росіянами до концтаборів ГУЛАГ СССР. Реабілітований самими комуністами 1958.
Після звільнення з концтабору 1956,  закінчив Московський поліграфічний інститут. Працював журналістом у районних, заводських багатонакладних газетах та на Удмуртському радіо. З 1967 — співробітник відділення зовнішніх зносин Іжмашу, працював над книгою «Іжевське верстатобудування» (1980). 
У ліриці Югова є автобіографічні мотиви. Видав збірку віршів для дітей «Танямылэн кузьымез» (Подарунок Тані, 1984). 
Нагороджений орденом, медалями.